# 조제핀 드 보아르네
조제핀 드 보아르네(프랑스어: Joséphine de Beauharnais, 1763년 6월 23일 - 1814년 5월 29일)는 나폴레옹 보나파르트의 아내로, 프랑스 제국의 황후면서 루이 보나파르트의 한때 형수이자 장모 그리고 나폴레옹 3세의 외할머니이다.

## 생애
조제핀은 1763년 6월 23일 서인도 제도의 프랑스령인 마르티니크 섬의 트루아질레 태생으로 라 파제리의 기사이자 영주인 조제프 가스파르 타셰 드 라 파제리와 마리 클레르 데 베르제 사이에서 태어났다. 결혼 전의 이름은 마리 조제프 로즈 타셰 드 라 파제리(Marie Josèphe Rose Tascher de la Pagerie)였다. 유복한 귀족 집안의 딸로 조각 같은 미모를 소유했지만 낭비가 대단히 심했다.
1779년 12월 13일에 프랑스군 장교였던 자작 알렉상드르 드 보아르네와 결혼해 그와의 사이에 아들 외젠 드 보아르네와 여식 오르탕스 드 보아르네를 낳았다. 하지만 결혼 초반부터 두 사람은 사이가 좋지 않아 1783년에 끝내 이혼했다.
나중에 자작 보아르네는 프랑스혁명기인 1794년 7월 23일에 처형됐다. 이혼한 후 마르티니크 섬의 친가로 돌아왔던 조제핀도 섬에서의 일어날 듯한 폭동을 염려하여 프랑스로 돌아왔지만 체포되어 투옥되나 테르미도르의 반동으로 로베스피에르가 처형된 후 8월 3일에 석방되었다.
그 후 조제핀은 파리 사교계에서 미모 덕분에 명성을 날려 총재정부의 주역이었던 폴 프랑수아 바라스를 포함한 몇몇 정치인의 애인으로 지내던 중 자신보다 6살 어린 나폴레옹의 구혼을 받아들여 1796년 3월 9일 결혼하였다. 이 결혼을 두고 외젠은 반대하였고 오르탕스는 찬성했다. 그녀는 나폴레옹을 풍류를 모르는 시시한 남자라고 보았기에 애인을 몰래 만들어 불륜을 반복해 저질렀다. 나폴레옹의 가족들은 그녀를 마음에 들어하지 않았다.
이집트를 원정하던 중에, 조제핀과 기병 대위 이폴리트 샤를 간의 불륜을 눈치 챈 나폴레옹은 프랑스로 귀국한 후 조제핀과 이혼하기로 결심했으나 그녀와 전 남편의 소생인 외젠과 오르탕스의 눈물 어린 탄원과 조제핀을 향한 자신의 열정 있는 사랑 때문에 결혼을 유지하기로 마음을 바꿨다. 시간이 흐르면서 조제핀은 나폴레옹을 진지하게 사랑하게 되어 가지만, 나폴레옹의 조제핀을 향한 열렬한 애정은 차갑게 식어가면서 다른 여성에게 눈길을 돌리게 된다.

나폴레옹으로부터 왕관을 수여받는 조제핀.

덧붙여 이 직후 그의 쿠데타를 목전한 요인 대책에는 조제핀도 한 역할을 한 듯하다. 1804년 12월 2일 조제핀은 남편에 의해 노트르담 대성당에서 대관식을 치르고 프랑스의 황후 자리에 올랐으나 나폴레옹의 친가 식구들은 그녀를 여전히 좋아하지 않았기에 대관식에는 참석하지 않았다. 조제핀이 전 남편인 자작 보아르네와의 사이에서 낳은 아들 외젠은 로이히텐베르크 공작이 되어 바이에른 왕 막시밀리안의 딸 아우구스테와 결혼했고 두 사람 사이에서 태어난 장녀로 조모와 동명인 조제핀은 스웨덴 왕 칼 1세의 왕비가 되었으며, 딸 오르탕스는 나폴레옹의 남동생 루이 보나파르트와 결혼하여 네덜란드의 왕비가 되었고 나폴레옹 3세가 되는 루이 나폴레옹 등 아들 3명을 낳아서 그녀는 현재 벨기에·스웨덴·덴마크·그리스·노르웨이·룩셈부르크·리히텐슈타인·모나코 왕실의 직계 조상이 된다.
황후로 즉위한 조제핀의 사치는 황후가 되기 전보다 훨씬 심해졌는데 그녀가 사용한 드레스는 900여벌, 장갑은 1000켤레, 구두는 500켤레가 넘었다. 한해에 장갑 985개와 신발 520개를 주문하기도 했는데 그 비용을 충당하려고 조제핀은 나폴레옹에게는 비밀로 자식들에게 돈을 빌리기도 했다. 이러한 사치 덕에 파리의 의상실과 보석상은 떼돈을 벌었으며, 프랑스의 웅장하고 화려한 궁정은 타국보다 활기를 띠었다. 이 때문에 그녀는 주위 사람들에게서 사치를 좋아하는 경박한 여자라는 악평을 듣게 되었지만 본인은 별로 상관하지 않았다.
조제핀은 10년이 넘는 결혼 생활 동안 자녀를 낳지 못했는데 나폴레옹의 애인들은 자녀를 여럿 낳았기에 그녀의 입지는 계속 위축되었다. 결국 1810년 1월 10일에 적자를 낳지 못한다는 이유로 나폴레옹은 조제핀과 이혼한다. 이때 조제핀은 크게 충격받아 오열을 터뜨리며 실신하였다. 그 후, 그녀는 파리 근교의 궁전 말메종(Malmaison)에서 여생을 보냈지만, 죽을 때까지 황제의 아내로서 황후라는 칭호를 계속 유지하고 있었다. 장미를 무척 좋아했던 그녀는 250 종류의 장미를 궁전 말메종의 뜰에 심었다. 또 스스로 장미를 채집하러 돌아다닐 뿐 아니라, 후세 사람들을 배려해 자신이 모은 장미를 식물 화가 르두테(Pierre Joseph Reduote, 1759-1840)에게 그리게 하여 기록에 남겨 놓았다. 1814년 5월 29일, 폐렴으로 죽었다. 그녀가 죽기 전 유언은 "보나파르트, 로마왕, 엘바섬"이었다 — 그 나폴레옹이 유배지인 세인트 헬레나 섬에서 1821년 5월 5일 죽기 전 유언은 "프랑스, 육군, 육군 총수, 조세핀‥"이었다. 이 소식을 들은 나폴레옹은 사흘 동안 외부와의 접촉을 피한 채 방에만 틀어박혀 식음을 전폐하였다. 그녀의 시신은 뤼에유말메종의 생 피에르-생 폴(Saint Pierre-Saint Paul) 교회에 안치되었다.

## 같이 보기
- 노트르담 대성당
- 튀일리궁